# Lerchenberg (Fernsehserie)
Lerchenberg ist eine zum 50. Geburtstag des ZDF produzierte satirische Sitcom mit Sascha Hehn in einer Hauptrolle. Die Serie wurde am 28. März 2013 auf ZDFneo und ab dem 5. April 2013 im ZDF ausgestrahlt. Sie spielt in weiten Teilen im Sendezentrum des ZDF im Mainzer Stadtteil Lerchenberg. Nach Angaben des ZDF besteht die Serie zu einem großen Teil aus selbstironischem Humor. Reale Personen, Bezüge und Drehorte sind mit fiktiven und zugespitzten Bestandteilen vermengt. Dabei soll nicht nur das ZDF selbst, sondern auch die gesamte Fernsehwelt beachtet werden.

## Inhalt
Im Mittelpunkt der Handlung steht die junge ZDF-Redakteurin Billie, die innovative Produktionen für den Sender entwickeln möchte. Ihr eigenes Filmprojekt steht kurz vor der Realisierung, doch ihre Vorgesetzte Dr. Wolter übergibt es der Volontärin Judith und erteilt Billie eine neue Aufgabe: Dem gealterten und in finanziellen Schwierigkeiten steckenden ZDF-Serienstar Sascha Hehn soll sie mit einer neuen Fernsehshow das Comeback ermöglichen. Sie kann mit dem ehemaligen Fernsehstar zunächst überhaupt nichts anfangen und versucht den Auftrag so schnell wie möglich zu erledigen, was sich schwieriger gestaltet als angenommen.

## Hintergrund
Entwickelt und konzipiert wurde die Serie von Felix Binder, Maren Lüthje und Florian Schneider in Zusammenarbeit mit dem TV-Labor Quantum der ZDF-Nachwuchsredaktion Das kleine Fernsehspiel für das ZDF. Produziert wurde sie in Zusammenarbeit mit ZDFneo, der Zentralredaktion Neue Medien und der Münchener Produktionsfirma lüthje schneider hörl | FILM. Regie führte Felix Binder, die redaktionelle Betreuung lag bei Katharina Dufner und Milena Bonse, die Drehbücher stammen von Felix Binder, Vivien Hoppe, Niels Holle und Marc O. Seng.
Die ersten beiden Folgen wurden bereits 2011 unter strenger Geheimhaltung produziert. Selbst ZDF-Mitarbeiter, die im Sendezentrum auf dem Lerchenberg arbeiten, wussten nichts von der Produktion. Erst am 18. November 2012 meldete das Magazin Der Spiegel, dass es zur Produktion kam. Am 20. November 2012 bestätigte das ZDF die Meldung und kündigte die Dreharbeiten für die Folgen 3 und 4 im November und Dezember 2012 an.
Die Serie weist mehrere Parallelen zur amerikanischen Sitcom 30 Rock auf. Auch hier ist der Drehort, das Rockefeller Center, der Hauptsitz des Sendezentrums des ausstrahlenden Senders NBC. Bereits 1982 strahlte das ZDF die Filmsatire Zwei Tote im Sender und Don Carlos im PoGl aus, in der eine fiktive öffentlich-rechtliche Fernsehanstalt parodiert wird. Der Film konnte jedoch nicht in ZDF-Räumen gedreht werden, da das ZDF damals noch kein zentrales Sendezentrum hatte (das Sendezentrum Lerchenberg befand sich noch im Bau).
Noch vor Ausstrahlung der ersten Folge wurde bekannt, dass Sascha Hehn eine Hauptrolle in der ZDF-Reihe Das Traumschiff angenommen hatte und somit bereits ein reales Comeback plante.
Ein Bonus zur Serie ist die Mockumentary „Das Lachen ist nur aufgemalt“ – Aus dem Tagebuch eines Mainzelmännches: „Billie“ muss wegen des fehlenden Erfolges als Mainzelmännchen in die Rolle des faulen Antons schlüpfen, ihre „Grundausbildung“ wird gezeigt und Beteiligte interviewt. Zeitlich spielt die fiktive Dokumentation etwas nach der Mitte der vierten Lerchenberg-Folge, da „Billie“ dort bereits als Mainzelmännchen bei der Fastnacht auftritt, was in der Dokumentation als ihr erster Auftritt bezeichnet wird.
Die Serie wurde am 29. Januar 2014 in der Kategorie „Unterhaltung“ für den Grimme-Preis nominiert.
Am 18. Februar 2014 verlängerte das ZDF die Serie um eine weitere Staffel mit vier Folgen. Die Dreharbeiten fanden im Oktober und November 2014 statt.

## Veröffentlichung
Die Erstausstrahlung der ersten vier Folgen war am 28. März 2013 ab 22:45 Uhr auf ZDFneo. Am 5. und 12. April 2013 wurden jeweils zwei Doppelfolgen um 23 Uhr im ZDF gesendet. Am Tag der ersten Ausstrahlung im ZDF erschienen die vier Episoden auf DVD.
Die Erstausstrahlung der ersten Folge der zweiten Staffel (Folge 5) im Fernsehen fand am Freitag, den 18. September 2015 um 23:00 Uhr im ZDF statt. Die Folgen 6, 7 und 8 wurden am darauf folgenden Montag, den 21. September ab 00:10 Uhr ausgestrahlt.

## Episodenliste

### Staffel 1
| Nr. (ges.) | Nr. (St.) | Titel                | Ausstrahlung (ZDFneo) | Ausstrahlung (ZDF) | Quote (ZDFneo) (gesamt) | Marktanteil (ZDFneo) (gesamt) | Quote (ZDF) (gesamt) | Marktanteil (ZDF) (gesamt) |
| ---------- | --------- | -------------------- | --------------------- | ------------------ | ----------------------- | ----------------------------- | -------------------- | -------------------------- |
| 1          | 1         | Das Wunder           | 28. März 2013         | 5. April 2013      | 240.000                 | 1,1 %                         | 1,50 Mio.            | 6,7 %                      |
| 2          | 2         | Ein Fall für zwei    | 28. März 2013         | 5. April 2013      | 180.000                 | —                             | 1,09 Mio.            | 5,8 %                      |
| 3          | 3         | Du bist, was du isst | 28. März 2013         | 12. April 2013     | 140.000                 | —                             | 0,92 Mio.            | 4,5 %                      |
| 4          | 4         | Sascha hautnah       | 28. März 2013         | 12. April 2013     | 180.000                 | —                             | 0,65 Mio.            | 4,0 %                      |

### Staffel 2
| Nr. (ges.) | Nr. (St.) | Titel                             | Ausstrahlung (ZDF) | Ausstrahlung (ZDFneo) | Quote (ZDF) (gesamt) | Marktanteil (ZDF) (gesamt) | Quote (ZDFneo) (gesamt) | Marktanteil (ZDFneo) (gesamt) |
| ---------- | --------- | --------------------------------- | ------------------ | --------------------- | -------------------- | -------------------------- | ----------------------- | ----------------------------- |
| 5          | 1         | Mit dem Zweiten spielt man besser | 18. September 2015 | 24. September 2015    | 1,32 Mio.            | 7,4 %                      | —                       | —                             |
| 6          | 2         | Hitlers Hundeführer               | 22. September 2015 | 1. Oktober 2015       | 0,32 Mio.            | 4,1 %                      | —                       | —                             |
| 7          | 3         | Die Zombieklinik                  | 22. September 2015 | 8. Oktober 2015       | 0,21 Mio.            | 3,4 %                      | —                       | —                             |
| 8          | 4         | Viva la Television!               | 22. September 2015 | 15. Oktober 2015      | 0,17 Mio.            | 3,4 %                      | —                       | —                             |

## Gaststars

### 1. Staffel
- Wayne Carpendale als er selbst (Folge 2)
- Gundula Gause als sie selbst (Folge 4)

### 2. Staffel
- Iris Berben als sie selbst (Folge 5)
- Roberto Blanco als er selbst (Folge 6)
- Jan Böhmermann als er selbst (Folge 8)
- Andrea Kiewel als sie selbst (Folge 6)
- Antoine Monot Jr. als er selbst (Folge 6)
- Jochen Schroeder als er selbst (Folge 7)
- Sven Voss als er selbst (Folge 8)

## Auszeichnungen
- Bayerischer Fernsehpreis 2014: Auszeichnung mit dem Nachwuchsförderpreis
- Grimme-Preis 2014: Nominierung in der Kategorie „Unterhaltung“